# 許正宇
許正宇，GBS，JP（1976年—），香港政治人物及公務員。許曾擔任香港金融發展局行政總監、现任財經事務及庫務局局長，也是已故民政事務局前副局長許曉暉的胞弟
。他是香港歷年以來最年輕的局長級高官之一，於2020年與徐英偉一同以43歲之齡獲委任為局長。

## 簡歷
許正宇早年就讀建造商會學校（1988年下午校），在校時成績優異，曾考獲品學兼優獎。後來入讀張祝珊英文中學，與數學科補習天王許思明（Dick Hui）（初中同班同學）、藝人楊詩敏（蝦頭）（初中同班同學）以及填詞人梁栢堅為同屆同學。他畢業於牛津大學，回港後曾擔任政務官。2008年加入民建聯。
許正宇在1999年至2003年間曾出任特區政府政務主任，也曾被獲派到經濟發展科、香港特區政府駐北京辦事處以及民政事務總署服務。不過他在2003年離開政府後任職銀行界，其後在香港交易所工作長達十多年。2019年開始出任香港金融發展局行政總監，回歸政府。2020年4月22日開始出任財經事務及庫務局局長。2022年11月26日，許正宇的新冠病毒核酸檢測呈陽性。

## 爭議

### 輕視疫情出席聚會被送到竹篙灣檢疫中心隔離
2022年1月，妄顧疫情發生第五波這個可能，連同其他高官及議員輕視防疫安全繼續參加一個不完全跟政府防疫指引（賓客進食以外時間除口罩、除口罩離檯交際唱歌、多人涉嫌沒有掃安心出行入餐廳等等）。多名人士涉「知法犯法」，對此特首林鄭月娥表示失望。因曾到訪有新型冠狀病毒確診者出席的洪為民生日派對場合而被送到竹篙灣檢疫中心隔離21天，後因有涉事者為假陽性而被提早釋放。

## 家庭
- 姐姐：民政事務局已故前副局長許曉暉
- 妻子：現任摩根大通亞洲區董事總經理陳妍妮

## 外部連結
- 財經事務及庫務局局長許正宇於香港政府一站通網頁的介紹 （页面存档备份，存于）